# Stooge sort
O Stooge Sort, ou ordenação "Pateta", é um algoritmo de ordenação que se faz do uso das técnicas de divisão e conquista, ou seja, recursivamente o algoritmo realiza partições virtuais da entrada e transforma o problema maior em pequenos subproblemas até que a ordenação seja mínima. A complexidade deste algoritmo é de O(nlog 3 / log 1.5) = O(n2.7). Comparado a outros algoritmos de ordenação mais conhecidos, como o Insertion Sort e o Bubble Sort, ele chega a ser mais lento. Devido à sua ineficiência, recomenda-se que não seja usado na ordenação de grandes volumes de dados.
O nome do algoritmo faz referência a uma comédia norte-americana chamada The Three Stooges (em português, Os Três Patetas), em que Moe batia repetidamente nos outros dois patetas, assim como o Stooge Sort repetidamente ordena 2/3 do array.

## Ideia geral
Segue, abaixo, a explicação do algoritmo:
- Se o valor da esquerda é maior que o valor da direita, troca-se os dois;
- Se houver 3 ou mais elementos no array, então:
  - Realizar a chamada recursiva para os 2/3 iniciais do array.
  - Realizar a chamada recursiva para os 2/3 finais do array.
  - Realizar a chamada recursiva para os 2/3 iniciais do array.
- Caso contrário:
  - Retornar o array.

Observação: Para as chamadas recursivas, é necessário obter um arredondamento para cima (teto) de 2/3 do tamanho do array; caso contrário, o algoritmo pode entrar numa chamada infinita de recursão, para arrays de determinado comprimento.

## Pseudocódigo
```
stoogeSort
(
A
,
 
inicio
,
 
fim
)

if
 
A
[
fim
]
 
<
 
A
[
inicio
]

	
Object
 
temp
 
=
 
A
[
inicio
];

	
A
[
inicio
]
 
=
 
A
[
fim
];

	
A
[
fim
]
 
=
 
temp
;

if
 
inicio
 
+
 
1
 
>=
 
fim

	
return

k
 
=
 
(
fim
 
-
 
inicio
 
+
 
1
)
 
/
 
3

stoogeSort
(
A
,
 
inicio
,
 
fim
-
k
)

stoogeSort
(
A
,
 
inicio
+
k
,
 
fim
)

stoogeSort
(
A
,
 
inicio
,
 
fim
 
-
k
)

```

## Relação de Recorrência
```
stoogeSort
(
A
,
 
inicio
,
 
fim
):

    
if
 
A
[
fim
]
 
<
 
A
[
inicio
]
 
# C

    	
Object
 
temp
 
=
 
A
[
inicio
];
 
# C

    	
A
[
inicio
]
 
=
 
A
[
fim
];
 
# C

    	
A
[
fim
]
 
=
 
temp
;
 
# C

    
if
 
inicio
 
+
 
1
 
>=
 
fim
 
# C

    	
return
 
# C

    
k
 
=
 
(
fim
 
-
 
inicio
 
+
 
1
)
 
/
 
3
 
# C

    
stoogeSort
(
A
,
 
inicio
,
 
fim
 
-
 
k
)
 
# T([(2/3) * n])

    
stoogeSort
(
A
,
 
inicio
 
+
 
k
,
 
fim
)
 
# T([(2/3) * n])

    
stoogeSort
(
A
,
 
inicio
,
 
fim
 
-
 
k
)
 
# T([(2/3) * n])

```

Como mostrado no pseudocódigo acima, a relação de recorrência do algoritmo é dada por: T(n) = 3 * T([(2/3) *  n]) + O(1).
Aplicando o Teorema Mestre podemos chegar no custo do algoritmo.
Ex: F(n) = 1 = O(nc), onde c = 0, a = 3, b = 3/2 ∴ log3/2 (3) =~ 2.70
Tendo c < log3/2 (3), chegamos no caso 1 do teorema, logo:
T(n) = O(nlog3/2 (3)) ≈ O(n2.70).

## Comparação com outros algoritmos
O tempo de execução do algoritmo é o mesmo tanto no melhor caso quanto no pior, pois seu desempenho independe da ordem dos elementos do array de entrada. Logo, quando comparado com outros algoritmos, é fácil perceber que este é o que possui o pior desempenho, como mostra a tabela abaixo:
| Ordenação             | Tempo       | Tempo       | Tempo       |
|                       | Médio       | Melhor      | Pior        |
| Stooge Sort           | O(n2.70)    | O(n2.70)    | O(n2.70)    |
| Bubble Sort           | O(n2)       | O(n2)       | O(n2)       |
| Bubble Sort Melhorado | O(n2)       | O(n)        | O(n2)       |
| Insertion Sort        | O(n2)       | O(n)        | O(n2)       |
| Selection Sort        | O(n2)       | O(n2)       | O(n2)       |
| Heap Sort             | O(n*log(n)) | O(n*log(n)) | O(n*log(n)) |
| Merge Sort            | O(n*log(n)) | O(n*log(n)) | O(n*log(n)) |
| Quicksort             | O(n*log(n)) | O(n*log(n)) | O(n2)       |

Fonte
Assim o Stooge sort é um dos piores algoritmos de ordenação, em tempo de execução, tendo como concorrente o Bogosort.

## Características
- O Stooge Sort é um algoritmo que realiza a ordenação no mesmo local que estão armazenados os dados, logo, defini-se o mesmo como In-Place.
- Este algoritmo não é estável em alguns casos. Define-se por estável, se dados dois elementos R e S, os quais possuem mesmo valor, se R aparece antes de S na lista original, R aparecerá antes de S na lista ordenada final. No entanto, dependendo de como é realizado o swap - troca entre elementos do array -, a estabilidade não é preservada, característico deste algoritmo.
- O algoritmo possui baixa eficiência, observado em sua complexidade O(n2.7), sendo característico que independente da lista está ordenada ou não, o tempo de execução do mesmo, no melhor e no pior caso, preservará sua complexidade.
- O algoritmo não é tão simples (implementação, leitura e manutenção) quando comparado com o Bubble sort, o Selection sort e o Insertion sort, pois o mesmo realiza várias chamadas recursivas que dificultam sua compreensão. Logo, a implementação do mesmo não é indicada para utilização na prática.
- O Stooge Sort não é confiável, pois há possibilidades de que, em alguns casos, suas chamadas recursivas não tenham fim.
- O algoritmo não faz uso de estruturas auxiliares para realizar a ordenação, fazendo assim com que sua complexidade de espaço adicional não seja maior que O(n).

## Implementações

### VisualG
```
//
 
exemplo
 
de
 
ordenação
 
por
 
Stooge
 
Sort

Algoritmo
 
"
Stooge Sort
"

procedimento
 
stoogeSort
 
(
a
:
 
vetor
 
[]
 
de
 
inteiro
;
 
ini
,
 
fim
:
 
inteiro
)

//
declarando
 
variaveis

k
,
 
aux
:
 
inteiro

inicio

se
 
a
[
fim
]
 
<
 
a
[
ini
]
 
entao

	
aux
 
<-
 
a
[
ini
]

	
a
[
ini
]
 
<-
 
a
[
fim
]

	
a
[
fim
]
 
<-
 
aux

fimse

se
 
ini
 
+
 
1
 
>
 
fim
 
entao

	
fimprocedimento

fimse

k
 
<-
 
(
fim
 
-
 
ini
 
+
 
1
)
 
/
 
3

stoogeSort
(
a
;
 
ini
;
 
fim
 
-
 
k
)

stoogeSort
(
a
;
 
ini
 
+
 
k
;
 
fim
)

stoogeSort
(
a
;
 
ini
;
 
fim
 
-
 
k
)

fimprocedimento

Fimalgoritmo

```

### C
```
#include
 
<stdio.h>

#define SWAP(r,s)  do{ t=r; r=s; s=t; } while(0)

void
 
StoogeSort
(
int
 
a
[],
 
int
 
i
,
 
int
 
j
)

{

   
int
 
t
;

   
if
 
(
a
[
j
]
 
<
 
a
[
i
])
 
SWAP
(
a
[
i
],
 
a
[
j
]);

   
if
 
(
j
 
-
 
i
 
>
 
1
)

   
{

       
t
 
=
 
(
j
 
-
 
i
 
+
 
1
)
 
/
 
3
;

       
StoogeSort
(
a
,
 
i
,
 
j
 
-
 
t
);

       
StoogeSort
(
a
,
 
i
 
+
 
t
,
 
j
);

       
StoogeSort
(
a
,
 
i
,
 
j
 
-
 
t
);

   
}

}

int
 
main
(
int
 
argc
,
 
char
 
*
argv
[])

{

   
int
 
nums
[]
 
=
 
{
1
,
 
4
,
 
5
,
 
3
,
 
-6
,
 
3
,
 
7
,
 
10
,
 
-2
,
 
-5
,
 
7
,
 
5
,
 
9
,
 
-3
,
 
7
};

   
int
 
i
,
 
n
;

   
n
 
=
 
sizeof
(
nums
)
/
sizeof
(
int
);

   
StoogeSort
(
nums
,
 
0
,
 
n
-1
);

   
for
(
i
 
=
 
0
;
 
i
 
<=
 
n
-1
;
 
i
++
)

      
printf
(
"%5d"
,
 
nums
[
i
]);

   
return
 
0
;

}

```

### C++
```
#include
 
<iostream>

#include
 
<time.h>

//------------------------------------------------------------------------------

using
 
namespace
 
std
;

//------------------------------------------------------------------------------

class
 
stooge

{

public
:

    
void
 
sort
(
 
int
*
 
arr
,
 
int
 
start
,
 
int
 
end
 
)

    
{

        
if
(
 
arr
[
start
]
 
>
 
arr
[
end
 
-
 
1
]
 
)
 
swap
(
 
arr
[
start
],
 
arr
[
end
 
-
 
1
]
 
);

	
int
 
n
 
=
 
end
 
-
 
start
;
 
if
(
 
n
 
>
 
2
 
)

	
{

	    
n
 
/=
 
3
;
 
sort
(
 
arr
,
 
start
,
 
end
 
-
 
n
 
);

	    
sort
(
 
arr
,
 
start
 
+
 
n
,
 
end
 
);
 
sort
(
 
arr
,
 
start
,
 
end
 
-
 
n
 
);

        
}

    
}

};

//------------------------------------------------------------------------------

int
 
main
(
 
int
 
argc
,
 
char
*
 
argv
[]
 
)

{

    
srand
(
 
static_cast
<
unsigned
 
int
>
(
 
time
(
 
NULL
 
)
 
)
 
);
 
stooge
 
s
;
 
int
 
a
[
80
],
 
m
 
=
 
80
;

    
cout
 
<<
 
"before:
\n
"
;

    
for
(
 
int
 
x
 
=
 
0
;
 
x
 
<
 
m
;
 
x
++
 
)
 
{
 
a
[
x
]
 
=
 
rand
()
 
%
 
40
 
-
 
20
;
  
cout
 
<<
 
a
[
x
]
 
<<
 
" "
;
 
}

    
s
.
sort
(
 
a
,
 
0
,
 
m
 
);
 
cout
 
<<
 
"
\n\n
after:
\n
"
;

    
for
(
 
int
 
x
 
=
 
0
;
 
x
 
<
 
m
;
 
x
++
 
)
 
cout
 
<<
 
a
[
x
]
 
<<
 
" "
;
 
cout
 
<<
 
"
\n\n
"
;

    
return
 
system
(
 
"pause"
 
);

}

```

### C#
```
public
 
static
 
void
 
Sort
<
T
>
(
List
<
T
>
 
list
)
 
where
 
T
 
:
 
IComparable
 
{

    
if
 
(
list
.
Count
 
>
 
1
)
 
{

        
StoogeSort
(
list
,
 
0
,
 
list
.
Count
 
-
 
1
);

    
}

}

private
 
static
 
void
 
StoogeSort
<
T
>
(
List
<
T
>
 
L
,
 
int
 
i
,
 
int
 
j
)
 
where
 
T
 
:
 
IComparable
 
{

    
if
 
(
L
[
j
].
CompareTo
(
L
[
i
])
<
0
)
 
{

        
T
 
tmp
 
=
 
L
[
i
];

        
L
[
i
]
 
=
 
L
[
j
];

        
L
[
j
]
 
=
 
tmp
;

    
}

    
if
 
(
j
 
-
 
i
 
>
 
1
)
 
{

        
int
 
t
 
=
 
(
j
 
-
 
i
 
+
 
1
)
 
/
 
3
;

        
StoogeSort
(
L
,
 
i
,
 
j
 
-
 
t
);

        
StoogeSort
(
L
,
 
i
 
+
 
t
,
 
j
);

        
StoogeSort
(
L
,
 
i
,
 
j
 
-
 
t
);

    
}

}

```

### Fortran
```
program 
Stooge

  
implicit none

  
integer
 
::
 
i

  
integer
 
::
 
array
(
50
)
 
=
 
(
/
 
(
i
,
 
i
 
=
 
50
,
 
1
,
 
-
1
)
 
/
)
 
! Reverse sorted array

  
call 
Stoogesort
(
array
)

  
write
(
*
,
"(10i5)"
)
 
array

contains

recursive subroutine 
Stoogesort
(
a
)

  
integer
,
 
intent
(
in
 
out
)
 
::
 
a
(:)

  
integer
 
::
 
j
,
 
t
,
 
temp

   
j
 
=
 
size
(
a
)

   
if
(
a
(
j
)
 
<
 
a
(
1
))
 
then

     
temp
 
=
 
a
(
j
)

     
a
(
j
)
 
=
 
a
(
1
)

     
a
(
1
)
 
=
 
temp

   
end if

  if
(
j
 
>
 
2
)
 
then

    
t
 
=
 
j
 
/
 
3

    
call 
Stoogesort
(
a
(
1
:
j
-
t
))

    
call 
Stoogesort
(
a
(
1
+
t
:
j
))

    
call 
Stoogesort
(
a
(
1
:
j
-
t
))

  
end if

end subroutine

end program

```

### Java
```
import
 
java.util.Arrays
;

public
 
class
 
Stooge
 
{

    
public
 
static
 
void
 
main
(
String
[]
 
args
)
 
{

        
int
[]
 
nums
 
=
 
{
1
,
 
4
,
 
5
,
 
3
,
 
-
6
,
 
3
,
 
7
,
 
10
,
 
-
2
,
 
-
5
};

        
stoogeSort
(
nums
);

        
System
.
out
.
println
(
Arrays
.
toString
(
nums
));

    
}

    
public
 
static
 
void
 
stoogeSort
(
int
[]
 
L
)
 
{

        
stoogeSort
(
L
,
 
0
,
 
L
.
length
 
-
 
1
);

    
}

    
public
 
static
 
void
 
stoogeSort
(
int
[]
 
L
,
 
int
 
i
,
 
int
 
j
)
 
{

        
if
 
(
L
[
j
]
 
<
 
L
[
i
]
)
 
{

            
int
 
tmp
 
=
 
L
[
i
]
;

            
L
[
i
]
 
=
 
L
[
j
]
;

            
L
[
j
]
 
=
 
tmp
;

        
}

        
if
 
(
j
 
-
 
i
 
>
 
1
)
 
{

            
int
 
t
 
=
 
(
j
 
-
 
i
 
+
 
1
)
 
/
 
3
;

            
stoogeSort
(
L
,
 
i
,
 
j
 
-
 
t
);

            
stoogeSort
(
L
,
 
i
 
+
 
t
,
 
j
);

            
stoogeSort
(
L
,
 
i
,
 
j
 
-
 
t
);

        
}

    
}

}

```

### JavaScript
```
function
 
stoogeSort
 
(
array
,
 
i
,
 
j
)
 
{

    
if
 
(
j
 
===
 
undefined
)
 
{

        
j
 
=
 
array
.
length
 
-
 
1
;

    
}

    
if
 
(
i
 
===
 
undefined
)
 
{

        
i
 
=
 
0
;

    
}

    
if
 
(
array
[
j
]
 
<
 
array
[
i
])
 
{

        
var
 
aux
 
=
 
array
[
i
];

        
array
[
i
]
 
=
 
array
[
j
];

        
array
[
j
]
 
=
 
aux
;

    
}

    
if
 
(
j
 
-
 
i
 
>
 
1
)
 
{

        
var
 
t
 
=
 
Math
.
floor
((
j
 
-
 
i
 
+
 
1
)
 
/
 
3
);

        
stoogeSort
(
array
,
 
i
,
 
j
-
t
);

        
stoogeSort
(
array
,
 
i
+
t
,
 
j
);

        
stoogeSort
(
array
,
 
i
,
 
j
-
t
);

    
}

};

```

### Lua
```
local
 
Y
 
=
 
function
 
(
f
)

  
return
 
(
function
(
x
)
 
return
 
x
(
x
)
 
end
)(
function
(
x
)
 
return
 
f
(
function
(...)
 
return
 
x
(
x
)(...)
 
end
)
 
end
)

end

function
 
stoogesort
(
L
,
 
pred
)

  
pred
 
=
 
pred
 
or
 
function
(
a
,
b
)
 
return
 
a
 
<
 
b
 
end

  
Y
(
function
(
recurse
)

    
return
 
function
(
i
,
j
)

      
if
 
pred
(
L
[
j
],
 
L
[
i
])
 
then

        
L
[
j
],
L
[
i
]
 
=
 
L
[
i
],
L
[
j
]

      
end

      
if
 
j
 
-
 
i
 
>
 
1
 
then

        
local
 
t
 
=
 
math.floor
((
j
 
-
 
i
 
+
 
1
)
/
3
)

        
recurse
(
i
,
j
-
t
)

        
recurse
(
i
+
t
,
j
)

        
recurse
(
i
,
j
-
t
)

      
end

    
end

  
end
)(
1
,
#
L
)

  
return
 
L

end

print
(
unpack
(
stoogesort
{
9
,
7
,
8
,
5
,
6
,
3
,
4
,
2
,
1
,
0
}))

```

### Pascal
```
program
 
StoogeSortDemo
;

type

  
TIntArray
 
=
 
array
 
of
 
integer
;

procedure
 
stoogeSort
(
var
 
m
:
 
TIntArray
;
 
i
,
 
j
:
 
integer
)
;

  
var

    
t
,
 
temp
:
 
integer
;

  
begin

    
if
 
m
[
j
]
 
<
 
m
[
i
]
 
then

    
begin

      
temp
 
:=
 
m
[
j
]
;

      
m
[
j
]
 
:=
 
m
[
i
]
;

      
m
[
i
]
 
:=
 
temp
;

    
end
;

    
if
 
j
 
-
 
i
 
>
 
1
 
then

    
begin

      
t
 
:=
 
(
j
 
-
 
i
 
+
 
1
)
 
div
 
3
;

      
stoogesort
(
m
,
 
i
,
 
j
-
t
)
;

      
stoogesort
(
m
,
 
i
+
t
,
 
j
)
;

      
stoogesort
(
m
,
 
i
,
 
j
-
t
)
;

    
end
;

  
end
;

var

  
data
:
 
TIntArray
;

  
i
:
 
integer
;

begin

  
setlength
(
data
,
 
8
)
;

  
Randomize
;

  
writeln
(
'The data before sorting:'
)
;

  
for
 
i
 
:=
 
low
(
data
)
 
to
 
high
(
data
)
 
do

  
begin

    
data
[
i
]
 
:=
 
Random
(
high
(
data
))
;

    
write
(
data
[
i
]
:
4
)
;

  
end
;

  
writeln
;

  
stoogeSort
(
data
,
 
low
(
data
)
,
 
high
(
data
))
;

  
writeln
(
'The data after sorting:'
)
;

  
for
 
i
 
:=
 
low
(
data
)
 
to
 
high
(
data
)
 
do

  
begin

    
write
(
data
[
i
]
:
4
)
;

  
end
;

  
writeln
;

end
.

```

### PHP
```
function
 
stoogeSort
(
&
$arr
,
 
$i
,
 
$j
){

	
if
(
$arr
[
$j
]
 
<
 
$arr
[
$i
])

	
{

		
list
(
$arr
[
$j
],
$arr
[
$i
])
 
=
 
array
(
$arr
[
$i
],
 
$arr
[
$j
]);

	
}

	
if
((
$j
 
-
 
$i
)
 
>
 
1
)

	
{

		
$t
 
=
 
(
$j
 
-
 
$i
 
+
 
1
)
 
/
 
3
;

		
stoogesort
(
$arr
,
 
$i
,
 
$j
 
-
 
$t
);

		
stoogesort
(
$arr
,
 
$i
 
+
 
$t
,
 
$j
);

		
stoogesort
(
$arr
,
 
$i
,
 
$j
 
-
 
$t
);

	
}

}

```

### Python
```
def
 
stoogesort
(
L
,
 
i
=
0
,
 
j
=
None
):

	
if
 
j
 
is
 
None
:

		
j
 
=
 
len
(
L
)
 
-
 
1

	
if
 
L
[
j
]
 
<
 
L
[
i
]:

		
L
[
i
],
 
L
[
j
]
 
=
 
L
[
j
],
 
L
[
i
]

	
if
 
j
 
-
 
i
 
>
 
1
:

		
t
 
=
 
(
j
 
-
 
i
 
+
 
1
)
 
//
 
3

		
stoogesort
(
L
,
 
i
  
,
 
j
-
t
)

		
stoogesort
(
L
,
 
i
+
t
,
 
j
  
)

		
stoogesort
(
L
,
 
i
  
,
 
j
-
t
)

	
return
 
L

```

### Go
```
package
 
main

import
 
"fmt"

var
 
a
 
=
 
[]
int
{
170
,
 
45
,
 
75
,
 
-
90
,
 
-
802
,
 
24
,
 
2
,
 
66
}

func
 
main
()
 
{

    
fmt
.
Println
(
"before:"
,
 
a
)

    
stoogesort
(
a
)

    
fmt
.
Println
(
"after: "
,
 
a
)

    
fmt
.
Println
(
"nyuk nyuk nyuk"
)

}

func
 
stoogesort
(
a
 
[]
int
)
 
{

    
last
 
:=
 
len
(
a
)
 
-
 
1

    
if
 
a
[
last
]
 
<
 
a
[
0
]
 
{

        
a
[
0
],
 
a
[
last
]
 
=
 
a
[
last
],
 
a
[
0
]

    
}

    
if
 
last
 
>
 
1
 
{

        
t
 
:=
 
len
(
a
)
 
/
 
3

        
stoogesort
(
a
[:
len
(
a
)
-
t
])

        
stoogesort
(
a
[
t
:])

        
stoogesort
(
a
[:
len
(
a
)
-
t
])

    
}

}

```

### Ruby
```
class
 
Array

  
def
 
stoogesort

    
self
.
dup
.
stoogesort!

  
end

  
def
 
stoogesort!
(
i
 
=
 
0
,
 
j
 
=
 
self
.
length
-
1
)

    
if
 
self
[
j
]
 
<
 
self
[
i
]

      
self
[
i
]
,
 
self
[
j
]
 
=
 
self
[
j
]
,
 
self
[
i
]

    
end

    
if
 
j
 
-
 
i
 
>
 
1

      
t
 
=
 
(
j
 
-
 
i
 
+
 
1
)
/
3

      
stoogesort!
(
i
,
 
j
-
t
)

      
stoogesort!
(
i
+
t
,
 
j
)

      
stoogesort!
(
i
,
 
j
-
t
)

    
end

    
self

  
end

end

```

### MATLAB
```
%Required inputs:

%i = 1

%j = length(list)

%

function
 
list
 
=
 
stoogeSort
(
list,i,j
)

    
if
 
list
(
j
)
 
<
 
list
(
i
)

        
list
([
i
 
j
])
 
=
 
list
([
j
 
i
]);

    
end

    
if
 
(
j
 
-
 
i
)
 
>
 
1

        
t
 
=
 
round
((
j
-
i
+
1
)
/
3
);

        
list
 
=
 
stoogeSort
(
list
,
i
,
j
-
t
);

        
list
 
=
 
stoogeSort
(
list
,
i
+
t
,
j
);

        
list
 
=
 
stoogeSort
(
list
,
i
,
j
-
t
);

    
end

end

```

### Perl
```
sub
 
stooge
 
{

        
use
 
integer
;

        
my
 
(
$x
,
 
$i
,
 
$j
)
 
=
 
@_
;

        
$i
 
//
=
 
0
;

        
$j
 
//
=
 
$#$x
;

        
if
 
(
 
$x
->
[
$j
]
 
<
 
$x
->
[
$i
]
 
)
 
{

                
@$x
[
$i
,
 
$j
]
 
=
 
@$x
[
$j
,
 
$i
];

        
}

        
if
 
(
 
$j
 
-
 
$i
 
>
 
1
 
)
 
{

                
my
 
$t
 
=
 
(
$j
 
-
 
$i
 
+
 
1
)
 
/
 
3
;

                
stooge
(
 
$x
,
 
$i
,
      
$j
 
-
 
$t
 
);

                
stooge
(
 
$x
,
 
$i
 
+
 
$t
,
 
$j
      
);

                
stooge
(
 
$x
,
 
$i
,
      
$j
 
-
 
$t
 
);

        
}

}

my
 
@a
 
=
 
map
 
(
int
 
rand
(
100
),
 
1
 
..
 
10
);

print
 
"Before @a\n"
;

stooge
(
\
@a
);

print
 
"After  @a\n"
;

```

### R
```
stoogesort
 
=
 
function
(
vect
)
 
{

	
i
 
=
 
1

	
j
 
=
 
length
(
vect
)

	
if
(
vect
[
j
]
 
<
 
vect
[
i
])
  
vect
[
c
(
j
,
 
i
)]
 
=
 
vect
[
c
(
i
,
 
j
)]

	
if
(
j
 
-
 
i
 
>
 
1
)
 
{

		
t
 
=
 
(
j
 
-
 
i
 
+
 
1
)
 
%/%
 
3

		
vect
[
i
:
(
j
 
-
 
t
)]
 
=
 
stoogesort
(
vect
[
i
:
(
j
 
-
 
t
)])

		
vect
[(
i
 
+
 
t
)
:
j
]
 
=
 
stoogesort
(
vect
[(
i
 
+
 
t
)
:
j
])

		
vect
[
i
:
(
j
 
-
 
t
)]
 
=
 
stoogesort
(
vect
[
i
:
(
j
 
-
 
t
)])

	
}

	
vect

}

v
 
=
 
sample
(
21
,
 
20
)

k
 
=
 
stoogesort
(
v
)

v

k

```

### Haskell
```
import
 
Data.List

import
 
Control.Arrow

import
 
Control.Monad

insertAt
 
e
 
k
 
=
 
uncurry
(
++
)
.
second
 
((
e
:
)
.
drop
 
1
)
.
 
splitAt
 
k

swapElems
 
::
 
[
a
]
 
->
 
Int
 
->
 
Int
 
->
 
[
a
]

swapElems
 
xs
 
i
 
j
 
=
 
insertAt
 
(
xs
!!
j
)
 
i
 
$
 
insertAt
 
(
xs
!!
i
)
 
j
 
xs

stoogeSort
 
[]
 
=
 
[]

stoogeSort
 
[
x
]
 
=
 
[
x
]

stoogeSort
 
xs
 
=
 
doss
 
0
 
(
length
 
xs
 
-
 
1
)
 
xs

doss
 
::
 
(
Ord
 
a
)
 
=>
 
Int
 
->
 
Int
 
->
 
[
a
]
 
->
 
[
a
]

doss
 
i
 
j
 
xs

      
|
 
j
-
i
>
1
 
=
 
doss
 
i
 
(
j
-
t
)
 
$
 
doss
 
(
i
+
t
)
 
j
 
$
 
doss
 
i
 
(
j
-
t
)
 
xs'

      
|
 
otherwise
 
=
 
xs'

    
where
 
t
 
=
 
(
j
-
i
+
1
)`
div
`
3

	  
xs'

	    
|
 
xs
!!
j
 
<
 
xs
!!
i
 
=
 
swapElems
 
xs
 
i
 
j

	    
|
 
otherwise
 
=
 
xs

```

## Métodos de pesquisa
- Algoritmos de ordenação
- Ordenação por comparação

## Galeria
1. ↑  Fink, Eugene. «Analysis of Algorithms: Solutions 3» (PDF). Analysis of Algorithms: Solutions 3. Carnegie Mellon University. Consultado em 9 de julho de 2016
2. ↑  Allain, Alex. «Sorting Algorithms Compared - Cprogramming.com». Sorting Algorithm Comparison. www.cprogramming.com. Consultado em 9 de julho de 2016